# Mecher (kanton Wiltz)
Mecher (lb. Meecher) – wieś (Uertschaft) w północnym Luksemburgu, w kantonie Wiltz, w gminie Lac de la Haute-Sûre. Do 3 października 2015 miejscowość leżała w dystrykcie Diekirch, a do 31 grudnia 1978 była samodzielną gminą. Liczy 73 mieszkańców (31 grudnia 2022).